# 4. liga
Il campionato di 4. liga rappresenta il quarto livello del campionato ceco di calcio ed è a carattere regionale, infatti è formato da sei gironi suddivisi in 4 gironi nella regione boema e in 2 in quella morava-slesia. Ogni girone è composto da 16 squadre. Le squadre promosse giungono in Česka fotbalová liga o in Moravskoslezská fotbalová liga, mentre le formazioni retrocesse passano al quinto livello ceco, diviso anch'esso tra regioni. In particolare si svolge un "campionato di Praga", dove si sfidano squadre di Praga o della vicina provincia.
Le squadre del Divize A, B, C, D sono promosse nella Česka fotbalová liga, mentre le squadre in Divize E e F sono promosse nella Moravskoslezská fotbalová liga. Il numero delle squadre varia tra le divisioni, la destinazione delle squadre retrocesse è uno dei 14 gironi del quinto livello del calcio ceco.
Questo livello comprende campionati dilettantistici.

## Storia
Nella stagione 2010-2011, in seguito alla squalifica del Fotbal Fulnek, la Divize E vede confrontarsi soltanto 15 squadre. Una situazione simile si è verificata nella Divize C, in seguito al ritiro nel corso della stagione del AS FK Pardubice.

## 4. liga 2022-2023

### Divize A
| Squadra                     | Città           |
| --------------------------- | --------------- |
| Pribram B                   | Příbram         |
| SK Otava Katovice           | Katovice        |
| TJ Sokol Lom                | Lom u Tachova   |
| Senco Doubravka             | Plzeň           |
| Hořovicko                   | Horovice        |
| SK Klatovy 1898             | Klatovy         |
| Aritma Praga                | Praga           |
| FC Viktoria Mariánské Lázně | Mariánské Lázně |
| Rokycany                    | Rokycany        |
| TJ Jiskra Domažlice B       | Domažlice       |
| FK Komárov                  | Komárov         |
| SK Horní Bříza              | Horní Bříza     |
| TJ Spartak Soběslav         | Soběslav        |
| FK Petřín Plzeň             | Plzeň           |
| SK Tochovice                | Tochovice       |

### Divize B
| Squadra              | Città                |
| -------------------- | -------------------- |
| Český Brod           | Český Brod           |
| Meteor Praga VIII    | Praga                |
| Chomutov             | Chomutov             |
| Kladno               | Kladno               |
| Arsenal Česká Lípa   | Česká Lípa           |
| Union Cheb           | Cheb                 |
| FK Olympie Březová   | Březová nad Svitavou |
| SK Slaný             | Slaný                |
| Neratovice-Byškovice | Neratovice           |
| SK Újezd Praha 4     | Praga                |
| Vilémov              | Vilémovice           |
| SK Kosmonosy         | Kosmonosy            |
| Sokol Libiš          | Libiš                |
| FK Admira Prague B   | Praga                |
| Sokol Štětí          | Štětí                |
| FK Seko Louny        | Louny                |

### Divize C
| Squadra                | Città                            |
| ---------------------- | -------------------------------- |
| Cidlina Nový Bydžov    | Nový Bydžov                      |
| Hlinsko                | Hlinsko                          |
| Dvůr Králové           | Dvůr Králové nad Labem           |
| Slovan Liberec B       | Liberec                          |
| Dobrovice              | Dobrovice                        |
| OEZ Letohrad           | Letohrad                         |
| Čáslav                 | Čáslav                           |
| FK Velké Hamry         | Velké Hamry                      |
| SK Benátky nad Jizerou | Benátky nad Jizerou              |
| Pěnčín-Turnov          | Turnov                           |
| Náchod-Deštné          | Náchod                           |
| FK Brandýs nad Labem   | Brandýs nad Labem-Stará Boleslav |
| Trutnov                | Trutnov                          |
| Jiskra Ústí nad Orlicí | Ústí nad Orlicí                  |
| Vysoké Mýto            | Vysoké Mýto                      |
| MFK Chrudim B          | Chrudim                          |

### Divize D
| Squadra                        | Città                    |
| ------------------------------ | ------------------------ |
| FC Slovan Havlíčkův Brod       | Havlíčkův Brod           |
| SK Bystřice nad Pernštejnem    | Bystřice nad Pernštejnem |
| Žďas Žďár nad Sázavou          | Žďár nad Sázavou         |
| Breclav                        | Břeclav                  |
| AFC Humpolec                   | Humpolec                 |
| Tatran Brno Bohuvice           | Brno                     |
| Vysočina Jihlava B             | Jihlava                  |
| FC Start Brno                  | Brno                     |
| Stará Říše                     | Stará Říše               |
| Tasovice                       | Tasovice                 |
| FC Spartak Velká Bíteš         | Velká Bíteš              |
| TJ Dálnice Speřice             | Jince                    |
| TJ Sokol Lanžhot               | Lanžhot                  |
| SK Tatran Ždírec nad Doubravou | Ždírec nad Doubravou     |

### Divize E
| Squadre              | Città      |
| -------------------- | ---------- |
| 1. HFK Olomouc       | Olomouc    |
| Zbrojovka Brno B     | Brno       |
| SK Baťov 1930        | Otrokovice |
| FK Nové Sady         | Olomouc    |
| Holesov              | Holesov    |
| Kozlovice            | Kozlovice  |
| Skastice             | Skastice   |
| Šumperk              | Šumperk    |
| TJ Slovan Bzenec     | Bzenec     |
| TJ Tatran Všechovice | Všechovice |
| Slavičín             | Slavičín   |
| Přerov               | Přerov     |
| FC Vsetín            | Vsetín     |
| FK Šternberk         | Šternberk  |

### Divize F
| Squadre                   | Città                  |
| ------------------------- | ---------------------- |
| SK Jiskra Rýmařov         | Rýmařov                |
| Valašské Meziříčí         | Valašské Meziříčí      |
| SK Beskyd Frenštát p. R   | Frenštát pod Radhoštěm |
| Havířov                   | Havířov                |
| Nový Jičín                | Nový Jičín             |
| Opava B                   | Opava                  |
| Krnov                     | Krnov                  |
| FC Slavoj Olympia Bruntál | Bruntál                |
| SSK Bílovec               | Bílovec                |
| Karvina B                 | Karviná                |
| Kovohut Bridlicna         | Břidličná              |
| Polanka nad Odrou         | Ostrava                |
| FK Bospor Bohumin         | Bohumín                |
| TJ Unie Hlubina Ostrava   | Ostrava                |